# 迪特·赖特尔
迪特·赖特尔（德語：Dieter Reiter；1958年5月19日—）是德國政治人物，當前巴伐利亞州慕尼黑市長。他是德國社會民主黨成員。